# 佩斯卡里亞布拉瓦

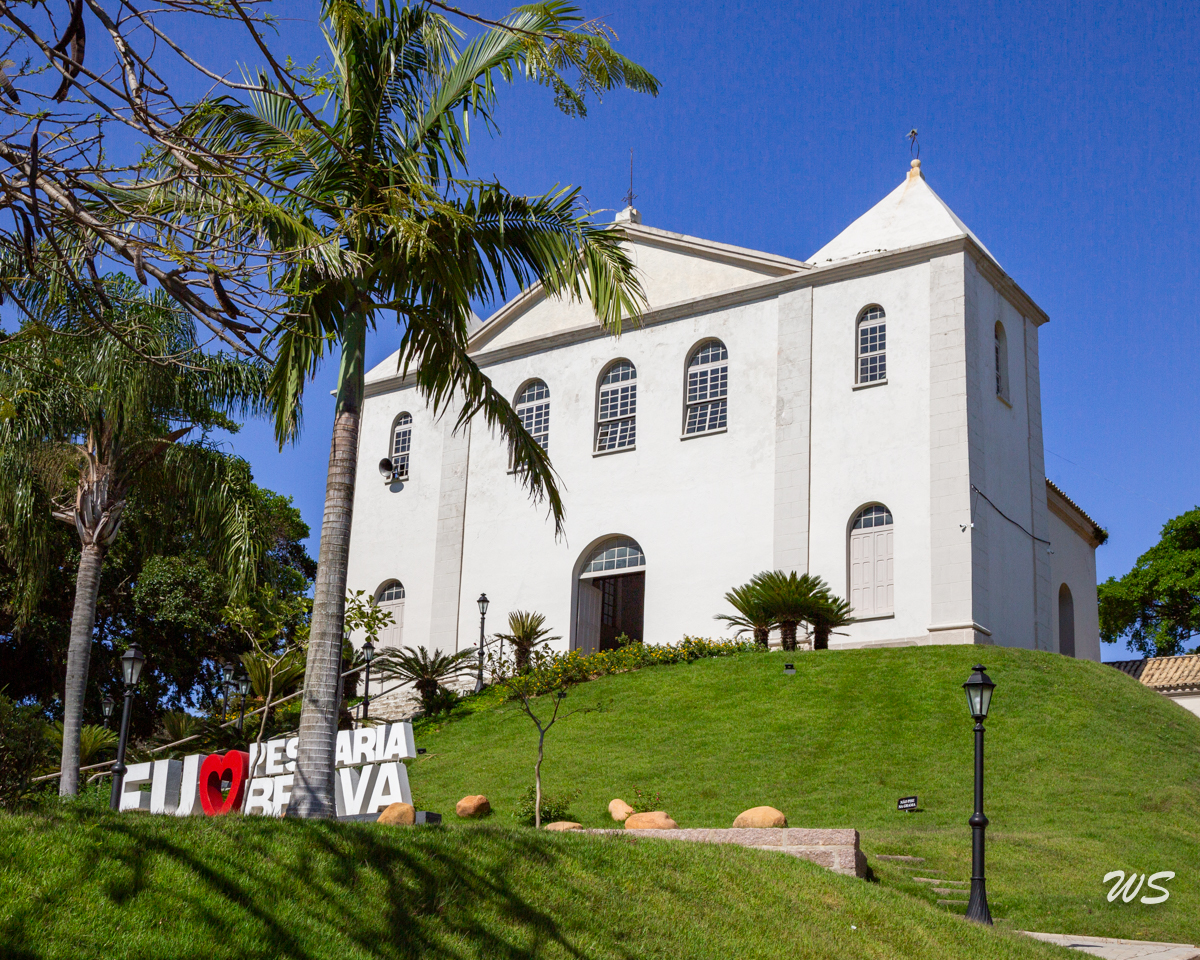
佩斯卡里亞布拉瓦

佩斯卡里亞布拉瓦（葡萄牙語：Pescaria Brava），是巴西的城鎮，位於該國南部，由聖卡塔琳娜州負責管轄，始建於2003年10月25日，面積121平方公里，2014年人口9,761，人口密度每平方公里80.94人。